# Daphnella eugrammata
Daphnella eugrammata é uma espécie de gastrópode do gênero Daphnella, pertencente à família Raphitomidae.